# Vedanā
Vedanā (pali ; sanskrit) est le plus souvent traduit par sensation, mais le concept bouddhique que ce mot recouvre ne correspond pas nécessairement à la compréhension occidentale de ce qu'est une sensation. C'est le second des cinq groupes d'existence (khandha). 

## Bouddhisme
La pratique de la méditation bouddhique fait souvent référence aux sensations. En particulier, le Satipatthana sutta propose une technique de contemplation des sensations : vedanānupassanā. 

« Quand un méditant, pratiquant ardemment, ne néglige pas la faculté de compréhension profonde, ce sage comprend alors pleinement les sensations. Les ayant pleinement comprises, il se libère de toutes les impuretés dans cette vie même » (SXXXVI, II, Pathama-akasa sutta)
Dans le SN 36.22 (Atthasata Sutta), vedanā est développé de cent huit manières, commençant par l'appréciation des ressentis corporels et mentaux (kāyikā ca cetasikā).

### Vedanā et les autres agrégats
Vedanā est l'un des cinq agrégats (kandha) ; il s'agit donc de l'un des cinq éléments que le bouddhisme propose - plutôt que de parler d'une personne, puisqu'il n'y a nul Soi ni quelque élément qui soit éternel. Les agrégats recouvrent les phénomènes physiques et psychiques, et vedanā fait partie des quatre agrégats psychiques (nāma), avec la perception (saññā), les formations mentales et la conscience. 
Là où le terme sensation au sens physiologique désigne plutôt une forme de perception, comme la sensation de froid ou de chaud (phoṭṭhabba), vedanā semble plutôt correspondre à une caractéristique des perceptions. C'est en ce sens que Christian Maës propose de traduire vedanā par « modalité-du-ressenti », ceci correspondant au caractère plaisant, déplaisant ou neutre lors du contact d'un sens, objet et conscience.

### Vedanā dans lacoproduction conditionnée
Dans l'enseignement sur la roue de la vie qu'est la coproduction conditionnée, la sensation est conditionnée par le contact et conditionne à son tour la soif (taṇhā).

### Analyse des sensations
Parmi le Canon bouddhique, le livre qu'est le Paṭṭhāna propose une analyse des sensations visant à rendre compte de l'ensemble d'entre elles. Vedanā se voit alors partagé en trois types : les sensations agréables, désagréables, ou neutres - et ces sensations sont respectivement associées aux états de conscience (pali viññāna) karmiquement bénéfiques, pernicieux ou neutres. 
Mais vedanā peut s'appliquer tant au physique qu'au psychique, ce qui aboutit à la distinction de cinq types de sensations : d'une part plaisir et douleur, et d'autre part satisfaction, insatisfaction ou indifférence. 

#### Sensation corporelle agréable (kāyikā sukhā-vedanā)
Le plaisir (sukha) est associé à la sensation corporelle agréable ; il se comprend alors comme expérience d'un toucher désirable.

#### Sensation corporelle désagréable (kāyikā dukkhā-vedanā)
La douleur (dukkha) est associée à la sensation corporelle désagréable.

#### Sensation mentalement agréable (cetasikā sukhā-vedanā)
La satisfaction est associée à soixante deux états de conscience, et se manifeste par l'expérience d'un objet désirable et prend appui sur la tranquillité. 

#### Sensation mentalement désagréable (cetasikā dukkhā-vedanā)
L'insatisfaction est associée à deux états de conscience pernicieux.

#### Sensation d'indifférence, neutre (adukkha-m-asukhā vedanā)
L'indifférence est associée à cinq états de conscience.